# Corte Madera
Corte Madera is een plaats (town) in de Amerikaanse staat Californië en valt bestuurlijk gezien onder Marin County.

## Demografie
Bij de volkstelling in 2000 werd het aantal inwoners vastgesteld op 9100.
In 2006 is het aantal inwoners door het United States Census Bureau geschat op 9313, een stijging van 213 (2.3%).

## Geografie
Volgens het United States Census Bureau beslaat de plaats een oppervlakte van
11,4 km², waarvan 8,2 km² land en 3,2 km² water.

## Plaatsen in de nabije omgeving
De onderstaande figuur toont nabijgelegen plaatsen in een straal van 8 km rond Corte Madera.